# 1999 CB14
1999 CB14 är en asteroid i huvudbältet som upptäcktes den 12 februari 1999 av den japanska astronomen Nobuhiro Kawasato i Uenohara.
Asteroiden har en diameter på ungefär 9 kilometer och den tillhör asteroidgruppen Eos.